# Лиува I
Вижте пояснителната страница за други личности с името Лиува.
Лиува I (Liuva I.; † 571/572 г.) е крал на вестготите през 567 – 572 г. в Испания.

## Управление
След смъртта на Атанагилд през 567 г. няколко месеца готите нямат крал. Накрая благородниците на готите избират в Нарбона във вестготската провинция Септимания за крал Лиува. Той остава в Септимания, северно от Пиренеите. През 568 г. той издига като съ-регент брат си Леовигилд (568 – 586) и му дава властта на Иберийския полуостров, а за себе си оставя само Септимания.
След смъртта на Лиува брат му властва над цялото вестготско царство.